# Andreas Alm
Gert Andreas Alm (* 19. Juni 1973 in Gällivare) ist ein ehemaliger schwedischer Fußballspieler. Der Stürmer und Mittelfeldspieler, der im Anschluss an seine aktive Karriere eine Trainerlaufbahn begann, arbeitete nach seinem Karriereende als Journalist und Fußballtrainer. 2009 gewann er mit AIK als Assistenztrainer den schwedischen Meistertitel, zwei Jahre später übernahm er den Klub als Cheftrainer. Nach verschiedenen Stationen in Schweden und Dänemark übernahm er 2025 den Cheftrainerposten beim lettischen Klub FK Liepāja.

## Sportlicher Werdegang

### Karrierestart
Alm begann mit dem Fußballspielen bei IK City in Eskilstuna. 1989 rückte er in den Kader der Männermannschaft auf, mit der er in die Drittklassigkeit aufstieg. Bis 1994 lief er für den Klub in der drittklassigen Division 2 Västra Svealand auf, ehe nach Stockholm zog.
Alm heuerte beim Stockholmer Klub Hammarby IF in der Allsvenskan an. Im Laufe der Erstligaspielzeit 1995 kam er in elf Spielen für den Verein zum Einsatz, trotz eines Torerfolges musste er mit der Mannschaft in die Zweitklassigkeit absteigen. Dort verpasste er mit ihr als Zweiter der Nordstaffel hinter Västerås SK den direkten Wiederaufstieg und musste in den Relegationsspielen gegen Trelleborgs FF antreten. Nach einem 2:1-Heimerfolg bedeutete eine 1:3-Auswärtsniederlage im Rückspiel das Verbleiben in der zweiten Liga. In der folgenden Spielzeit kassierte er mit der Mannschaft nur zwei Saisonniederlagen und schaffte die Rückkehr in die schwedische Elitserie.

### In Norwegen und Rückkehr nach Schweden
Alm hatte das Interesse des norwegischen Klubs Kongsvinger IL geweckt. Anstatt für Hammarby IF in der Allsvenskan auf Torejagd zu gehen, wechselte er in die Tippeligaen. Bei seinem Debüt am ersten Spieltag der Spielzeit 1998 trug er sich in die Torschützenliste ein. An der Seite von Sven Erik Sætre, Julian Johnsson, Ludwig Ernstsson und Jon Inge Høiland trug er mit sechs Saisontoren zum Erreichen des Relegationsplatzes bei. Dort erreichte er mit der Mannschaft nach einem 2:2-Unentschieden und einem 5:0-Erfolg gegen Kjelsås IL den Klassenerhalt. In seinem zweiten Jahr mit dem Klub zeichnete er sich als regelmäßiger Torschütze aus und erzielte zehn Saisontore. Dennoch verpasste er mit der Mannschaft nach lediglich sechs Saisonsiegen als Tabellenletzter der Spielzeit 1999 den Klassenerhalt.
Alm kehrte daraufhin nach Schweden zurück und unterschrieb einen Vertrag bei AIK. Unter Trainer Stuart Baxter kam er zunächst im Mittelfeld zum Einsatz. Nachdem er dort zunächst nicht überzeugen konnte und sich zeitweise auf der Ersatzbank wiederfand, stellte der Trainer ihn als Sturmspitze auf. In der Folge avancierte er mit neun Saisontoren zum besten vereinsinternen Torschützen und erreichte mit dem Klub in der Spielzeit 2000 den dritten Tabellenrang.
Am letzten Spieltag verletzte sich Alm und fiel aufgrund der hartnäckigen Verletzung bis zum Sommer des folgenden Jahres aus. Nach seiner Rückkehr auf den Platz erwies er sich erneut als torgefährlicher Spieler und Stütze für die mittlerweile von Olle Nordin betreute Mannschaft. In neun Spieleinsätzen erzielte er bis zum Saisonende sieben Tore. Nach einem Knorpelschaden im Knie verpasste er nahezu die komplette Spielzeit 2002, einzig jeweils ein Kurzeinsatz als Einwechselspieler in der Liga und im Pokal waren ihm vergönnt. Bei seinem Einsatz im Halbfinalspiel gegen IF Elfsborg gelang ihm der spielentscheidende Treffer, im gegen den Lokalrivalen Djurgårdens IF verlorenen Pokalfinale blieb ihm nur die Rolle des Zuschauers.
Unter dem im Frühjahr 2003 verpflichteten Trainer Richard Money kehrte Alm in die Mannschaft zurück, konnte aber nicht mehr an die Form der alten Tage anknüpfen. Daraufhin verließ er im August des Jahres den Klub und wechselte zum Zweitligisten IFK Norrköping in die Superettan. Mit dem Vorjahresabsteiger belegte er in der ersten Spielzeit den neunten Platz. Mit vierzehn Saisontoren führte er den Klub in der Zweitligaspielzeit 2004 wieder an die Aufstiegsplätze, als Tabellenvierter wurde jedoch der Relegationsplatz mit vier Punkten Rückstand auf Assyriska Föreningen verpasst. Nach neun Toren in 28 Spielen beendete er im Anschluss an die Spielzeit 2005 seine Profikarriere und kehrte in den Amateurbereich zurück.

### Karriereausklang und Arbeit als Trainer
Alm trat für seinen alten Klub IK City an, der sich mittlerweile in Eskilstuna City umbenannt hatte. Nach zwei Jahren für den Klub in der Viertklassigkeit beendete er 2007 endgültig seine aktive Laufbahn. In der Spielzeit 2008 übernahm er das Traineramt des Klubs, den er auf den zweiten Tabellenplatz der Division 2 Östra Sveland führte. Lediglich aufgrund des schlechteren Torverhältnisses gegenüber dem punktgleichen Konkurrenten Karlslunds IF verpasste er den Aufstieg in die Division 1.
Parallel zu seiner Amateurkarriere begann Alm als Journalist tätig zu werden. Er trat als Fußballexperte bei TV4 in Erscheinung, kommentierte aber auch für den Svenska Fotbollförbundet das Geschehen insbesondere in der Superettan auf der Internetseite des Verbands.
Im Herbst 2008 gab sein ehemaliger Klub AIK die Verpflichtung Alms als Assistenztrainer des neu verpflichteten Mikael Stahre bekannt, nachdem Nebojša Novaković, Assistent von Stahres Vorgänger Rikard Norling, von seinem Amt zurückgetreten war. Am Ende der Erstligaspielzeit 2009 gelang ihm mit der Mannschaft der Gewinn des Lennart-Johansson-Pokals für den schwedischen Meistertitel, als am letzten Spieltag der direkte Konkurrent IFK Göteborg auswärts besiegt wurde. Nachdem AIK in der Spielzeit 2010 in Abstiegsgefahr geraten war, hatte der Klub mit Björn Wesström und Alex Miller nach der Trennung von Stahre im Frühjahr zwei Trainer beschäftigt. Nach der Demission Millers nach Saisonende bemühte sich der Klub um verschiedene Trainer, ehe er Alm Mitte Dezember 2010 als neuen Cheftrainer sowie Nebojša Novaković und Christer Swärd als dessen Assistenten präsentierte.
Alm leitete die Geschicke beim AIK bis zum Frühjahr 2016. Unter seiner Leitung etablierte sich der Klub dauerhaft im vorderen Tabellendrittel, in den Spielzeiten 2011 und 2013 wurde die Mannschaft hinter Helsingborgs IF respektive Malmö FF jeweils Vizemeister. Schlechteste Platzierung war der mit der Nicht-Teilnahme an einem europäischen Wettbewerb verbundene vierte Tabellenrang in der Spielzeit 2012. Nach einem mittelmäßigen Saisonstart wurde er wenige Tage nach dem achten Spieltag der Spielzeit 2016 auf dem neunten Tabellenplatz rangierend trotz eines 3:2-Auswärtserfolgs beim Göteborger Klub BK Häcken von seinen Aufgaben beim AIK entbunden. Nur wenige Stunden nach Bekanntgabe der Demission präsentierte der Verein mit Rikard Norling bereits einen Nachfolger.
Im Juli 2016 präsentierte der dänische Klub Vejle BK Alm als neuen Trainer, der einen Zwei-Jahres-Kontrakt unterzeichnete, um beim traditionsreichen Zweitligisten nach einem Wechsel in der Besitzerschaft einen Umbruch mitzugestalten und eine schlagkräftige Mannschaft aufzubauen. Nach Erreichen des neunten Tabellenplatzes einigten sich Trainer und Verein jedoch im Sommer 2017 auf eine vorzeitige Trennung.
Im Dezember 2017 verkündete Alm seine Rückkehr in die Allsvenskan, als er einen ab Januar des folgenden Jahres gültigen Dreijahresvertrag beim schwedischen Erstligisten BK Häcken unterzeichnete. Zum Juni 2021 verließ Alm die Schweden, um zum dänischen Klub Odense BK zu wechseln. Dort wurde er im November 2023 wegen ausbleibender sportlicher Erfolge entlassen.
Kurz vor Silvester 2023 unterzeichnete Alm einen Drei-Jahres-Vertrag bei seiner Ex-Spielstation IFK Norrköping. Der Klub hatte sich kurz zuvor nach einer enttäuschend verlaufenen Spielzeit 2023, die auf dem 9. Tabellenplatz beendet wurde, von Glen Riddersholm getrennt. Unter Alm rutschte die Mannschaft jedoch in den Abstiegskampf und stand zeitweise auf dem letzten Tabellenplatz. Letztlich gelang zwar auf dem elften Tabellenplatz mit drei Punkten Vorsprung auf den von IFK Värnamo belegten Relegationsplatz der Klassenerhalt, Anfang Dezember entschied sich die Vereinsführung jedoch zur vorzeitigen Trennung.
Im Mai 2025 übernahm Alm erneut ein Traineramt im Ausland, als er Cheftrainer des lettischen Klubs FK Liepāja wurde. Der Klub rangierte nach einem schwachen Saisonstart in die Virslīga 2025 zehn Punkte hinter Spitzenreiter und Vorjahresmeister FK RFS auf dem siebten Tabellenplatz.